# Cava dei dinosauri
La cava dei dinosauri, chiamata anche cava Pontrelli, è un'area di interesse scientifico situata nelle campagne della città di Altamura in cui nel 1999 sono state ritrovate circa quattromila impronte di dinosauri. Era originariamente una cava abbandonata situata in una zona che va sotto il nome topografico di Pontrelli (da cui "cava Pontrelli") sull'attuale via Santeramo dove veniva estratto un tipo di roccia che va sotto il nome di calcare di Altamura. Apparteneva originariamente alla famiglia De Lucia e, dopo alcuni passaggi di proprietà, nel 2016 venne espropriata e passata in proprietà al Comune di Altamura per la notevole rilevanza scientifica della scoperta.

## Storia del ritrovamento
Le impronte dei dinosauri furono scoperte accidentalmente il 10 maggio 1999 da due geologi marini dell'Università di Ancona, Michele Claps e Massimo Sarti, mentre effettuavano delle ricerche per la Tamoil. Poco dopo, il paleontologo e icnologo Umberto Nicosia perlustrò la zona, confermando l'autenticità delle impronte dei dinosauri ritrovate e nello stesso anno 1999 introdusse, sulla base delle rilevazioni all'interno della cava e di concerto con altri collaboratori, una nuova icnospecie alla quale viene dato il nome di Apulosauripus federicianus.

## Caratteristiche
L'ambiente del periodo a cui risalgono le impronte (Cretacico superiore, 90-65 milioni di anni fa) era molto diverso da quello odierno. Il clima era simile a quello delle odierne Bahamas e i livelli dell'acqua erano probabilmente bassi. Secondo le più recenti teorie, la fossilizzazione delle impronte sarebbe stata resa possibile dai periodici innalzamento e abbassamento del livello del mare, che avrebbe consentito al fango formatosi di essere calpestato da varie specie di dinosauri. Le impronte si sarebbero indurite attraverso il fenomeno di diagenesi e, con il ritorno dell'acqua, sarebbero state coperte dalle rocce carbonatiche (formatesi a partire da frammenti di gusci e da microrganismi). Queste ultime avrebbero poi coperto i buchi delle impronte favorendone la fossilizzazione.
La scoperta delle impronte ha contribuito a chiarire alcuni aspetti palegorafici essenziali del clima e delle condizioni del territorio in quel periodo. L'attuale Puglia era "un promontorio del continente africano" e il suo dominio paleografico va sotto il nome di "piattaforma carbonatica apula"; data la presenza di branchi di dinosauri di varie specie, l'area non poteva essere, come si era ipotizzato in precedenza, quasi totalmente coperta di acqua.

## Le impronte
Le impronte ritrovate appartengono a varie specie di dinosauri, la maggior parte dei quali erbivori anche se non mancano quelle di dinosauri carnivori. Le impronte sarebbero all'incirca in numero di 4000 e apparterebbero a circa duecento esemplari appartenenti a cinque diverse specie. Il paleontologo e icnologo Umberto Nicosia lo ha definito il "più importante giacimento italiano se non europeo, sia dal punto di vista paleobiogeografico che da quello direttamente icnologico".